# Nidzica (Fluss)
Die Nidzica ist ein linker Zufluss der Weichsel in Polen. Sie entspringt bei Rogów in 280 m Höhe, verläuft in ostsüdöstlicher bis südöstlicher Richtung bis zur Mündung in die Weichsel bei Urzuty in 180 m Höhe. Die Gesamtlänge von der Quelle bis zur Mündung beträgt 62,9 km. Ihr Einzugsgebiet wird mit 708 km² angegeben. Der Abfluss beträgt in Dobieslawice bei Bejsce 2,3 m³/s.